# Protagoras (Plato)
Protagoras is een van de vroege dialogen van Plato, waarin de gevierde sofist Protagoras en de filosoof Socrates een discussie aangaan. De dialoog vindt plaats in het huis van Callias, de gastheer van Protagoras terwijl deze in Athene verblijft. Thema van de dialoog is de leerbaarheid van de deugd.
De Protagoras biedt een overzicht van de belangrijkste beginselen van de socratische ethiek. In deze dialoog ontmoet Socrates de eminente sofist Protagoras, die hem uitlegt dat zijn beroep "het aanleren van de deugd" is. Daarmee bedoelt hij dat zijn kunst erin bestaat dat hij iemand kan aanleren hoe een succesvol leven te leiden. 

## Personages
Opmerkelijk aan deze dialoog is het grote aantal figuranten: liefst tweeëntwintig mensen zijn aanwezig. Onder hen bevinden zich drie beroemde sofisten: behalve Protagoras zelf nemen ook Hippias van Elis en Prodicus van Ceos deel aan het gesprek. De twee zonen van  de staatsman Pericles, Paralus en Xanthippus, zouden ook aanwezig zijn. Onder Socrates' vrienden tellen we bijna iedereen die ook in het Symposium aanwezig was (Aristophanes uitgezonderd): Eryximachus de dokter en Phaedrus zijn er, evenals de geliefden Pausanias en de knaap Agathon. Ook Alcibiades wordt genoemd.

## Inhoud
Aan het gesprek zelf nemen behalve Socrates ook de sofisten Protagoras , Hippias en Prodicus vooral actief deel. Ze discussiëren over de aard van de deugd of goedheid, wat het is en hoe het kan worden verworven. Protagoras argumenteert dat deugd, net als gelijk welke andere eigenschap verworven kan worden. De dialoog eindigt met de conclusie dat alle deugden essentieel zijn terug te brengen tot een en dezelfde deugd, die gebaseerd is op het Goede. De tweede conclusie is dat deugd hetzelfde is als kennis. Wie kennis bezit zal niet vrijwillig het kwade doen. Tijdens de dialoog wordt ook een gedicht voorgedragen van Simonides, een lofrede aan 'de goede mens', wat meteen ook de enige bron is van diens werk.

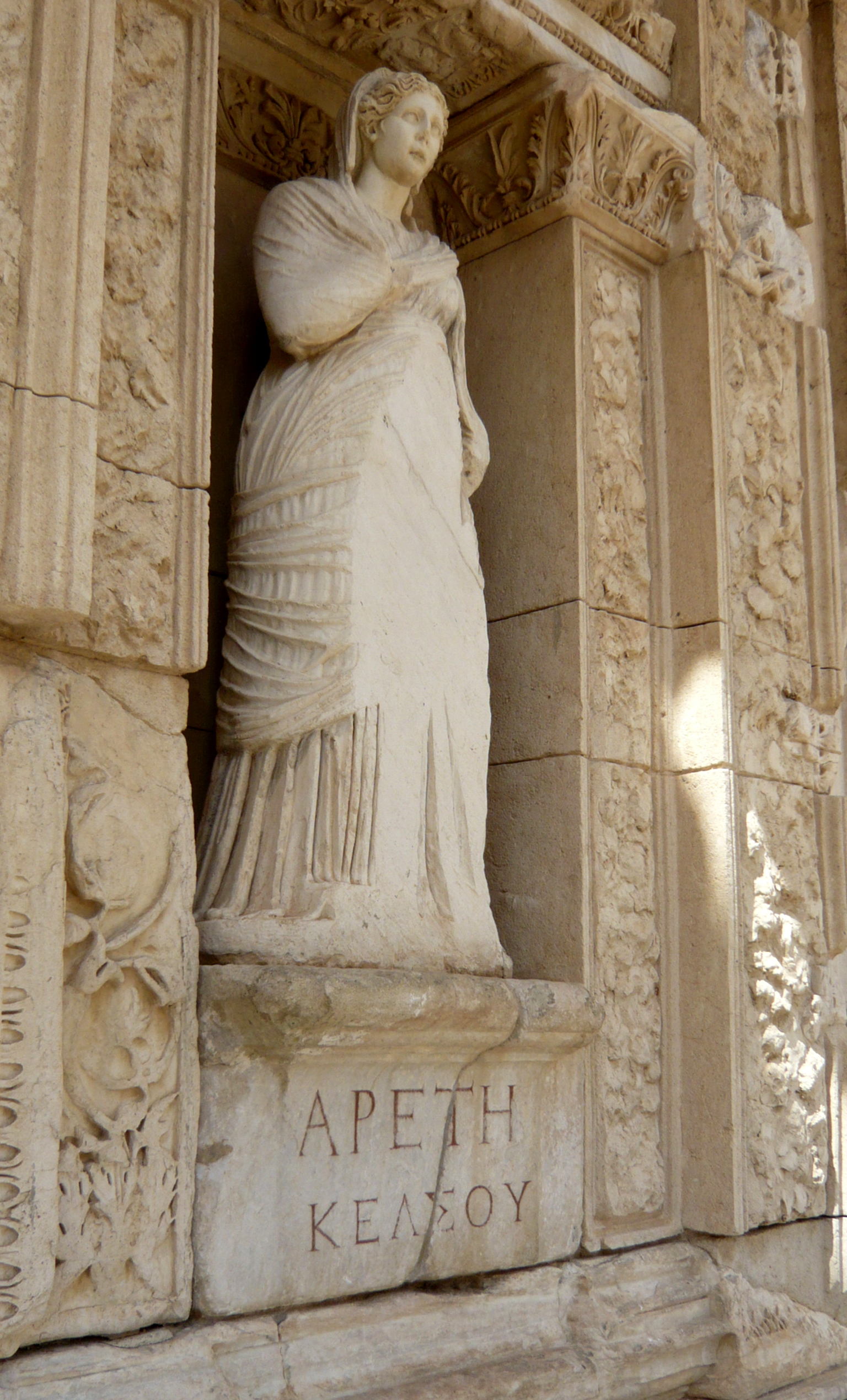
Arete, gepersonifieerd als godin, zuster van Harmonia.

## De deugd
De dialoog Protagoras draait vooral om het begrip deugd. Daarbij is het van belang om te weten dat wat de Oude Grieken eronder verstonden niet helemaal samenvalt met de definitie die wij er nu aan geven. Deugd (Grieks: aretè)  heeft bij hen nog andere betekenissen, onder meer: uitmuntendheid, het juiste temperament en moed. Het is dus een misvatting om deugd alleen in de zin van morele deugd te begrijpen. Deugd kan ook betrekking hebben op de goede kwaliteiten van dingen, objecten en vormen van gedrag die niet meteen iets met morele deugd te maken hebben. Dit verklaart ook het verschil tussen Socrates opvatting van deugd en die van Protagoras. Als deugd aangeleerd kan worden alsof het een verzameling leerstellingen of morele voorschriften betrof, dan ligt het voor de hand dat het de basis kan vormen van een opvoeding. Dit komt overeen met de opvatting van Protagoras in de dialoog. Socrates betoogt echter dat deugd niet zo makkelijk door sociale conditionering kan worden aangeleerd, en slechts moeizaam verworven kan worden. Aan het eind van de discussie krijgt Socrates de overhand in het debat: deugd is een vorm van kennis. Toch blijft het onduidelijk wat die kennis (epistèmè) dan wel is en hoe die deugd precies verworven kan worden. 

## Nederlandse vertalingen
- Plato, Verzameld werk, vol. 11, Protagoras - Menon, vert. Hans Warren en Mario Molegraaf, 2001. ISBN 9789035125971
- Plato, Sokrates spreekt met Phaidros, Protagoras, Ion, vert. M.A. Schwartz, 1968 (herdrukt 1988)
- Plato, "Protagoras", in: Verzameld werk, vol. 1, vert. Xaveer de Win, Antwerpen, Nederlandsche Boekhandel, 1965 (herdrukt 1978, 1980 en 1999)

## Andere vertalingen
- (en)  Plato, "Protagoras", in: J.M. Cooper en D.S. Hutchinson (eds.), Complete Works, 1997, 1838 p. ISBN 9780872203495
Grondige Engelse vertaling in één band met annotaties en toelichting